# Zaruddea, Krasîliv
Zaruddea (în ucraineană Заруддя) este un sat în comuna Mîtînți din raionul Krasîliv, regiunea Hmelnîțkîi, Ucraina.

## Demografie
Componența lingvistică a localității Zaruddea
     Ucraineană (95,97%)
     Rusă (4,03%)
Conform recensământului din 2001, majoritatea populației localității Zaruddea era vorbitoare de ucraineană (95,97%), existând în minoritate și vorbitori de rusă (4,03%).